# Últimas obras de Franz Liszt

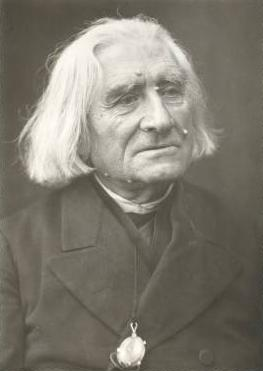
Fotografía de Liszt en la década de 1880.

El cambio radical que experimentó el estilo compositivo de Franz Liszt en los últimos 20 años de su vida no tuvo precedentes en la música clásica occidental. Los tres períodos de composición de Beethoven son progresivamente complejos. Los de Liszt, en comparación, parecen deconstructivistas. Lo que en las composiciones anteriores de Liszt había estado lleno de notas y pasajes virtuosos evolucionó hacia una austeridad donde cada nota y cada silencio fueron cuidadosamente pesados y calculados, mientras que las obras en sí se vuelven más experimentales armónica y formalmente.
Sin embargo, al igual que en sus composiciones anteriores, las obras finales de Liszt continuaron abundando en recursos técnicos con visión de futuro. Obras como Bagatela sin tonalidad presagian en intención, si no en la forma exacta, compositores que explorarían más a fondo el concepto moderno de atonalidad. La obra de Liszt también presagiaba el impresionismo que caracterizaría la obra de Debussy y Ravel, como se muestra en Les Jeux d'Eaux à la Villa d'Este (Las fuentes de la Villa d'Este ) del tercer volumen de los Années de Pèlerinage. Otro precursor del impresionismo fue Nuages gris, que se ganó la admiración tanto de Debussy como de Stravinsky.

## Técnica

### Economía de medios
Comparada con la abundancia creativa de efectos de composiciones anteriores, la música de la madurez de Liszt es inusualmente económica de medios. Con apenas las notas suficientes para asegurar su existencia, sus últimas piezas frecuentemente caen en la monodia y luego en el silencio. A veces una pieza tiene un final abierto y simplemente desaparece. Esta práctica de "abandonar" una obra en el aire había sido practicada anteriormente por Frédéric Chopin y Robert Schumann. La práctica de Liszt, sin embargo, es más radical. Un ejemplo de esto es la Mephisto Polka, donde la pieza simplemente acaba, sin explicación, extinguiéndose en un solitario Fa. Los pasajes largos se componen de notas individuales y generalmente se evitan las cadencias definidas, lo que a menudo deja en duda la tonalidad general de las piezas. A lo largo de las últimas obras, hay un uso más libre, casi improvisado, de la melodía.

### Tonalidad
Liszt nunca perdió el interés en la cuestión de la tonalidad, una cuestión que, para Liszt, era esencial. Ya en 1832 había asistido a una serie de conferencias impartidas por Fétis. De estas conferencias, Liszt derivó la idea de que una onde omnitonique, muy parecida a una fila de tonos schoenbergiana, se convertiría en el reemplazo lógico de la tonalidad tradicional. Para él, tal fila sería parte del proceso histórico desde una tonalidad "unitónica" que pasa a una tonalidad "pluritónica" (politonalidad) y terminaría en una tonalidad "omnitónica" (atonalidad), donde cada nota se convirtiera en tónica. En sus notas marginales a la biografía que Ramann hizo de él, escrita después de haber cumplido los 70 años, Liszt llamó a la tonalidad "omnitónica" un Endziel o meta final de un proceso histórico. También compuso un "Prélude omnitonique" para ilustrar su teoría. Esta pieza se consideró perdida durante mucho tiempo, pero recientemente ha sido redescubierta.

Sin embargo, permanecen perdidos los bocetos del tratado de Liszt sobre armonía. Arthur Friedheim, un alumno de piano de Liszt que se convirtió en su secretario personal, escribió haberlo visto entre los papeles de Liszt en Weimar:
En sus últimos años, el Maestro había adquirido la costumbre de levantarse a las cinco de la mañana, y yo le hacía a veces visitas a esa hora, incluso tocaba con él de vez en cuando. En broma me preguntaba si todavía no estaba despierto o si ya lo estaba. En la última de estas visitas matutinas lo encontré hojeando libros y manuscritos antiguos. Con su permiso me uní a él en esta ocupación tan interesante. Al ver un manuscrito que me llamó especialmente la atención, lo tomé diciendo: "Esto le hará responsable de muchas tonterías que algún día se escribirán". Esperaba una reprimenda por mi comentario, pero él respondió muy seriamente: "Es posible. No lo he publicado porque aún no ha llegado el momento". El título de este pequeño manuscrito era "Bocetos para una armonía del futuro".

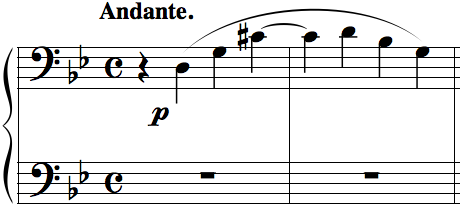
Los dos primeros compases de Nuages Gris ilustran el uso de la armonía cuartal.

Si bien los bocetos pueden haber desaparecido, Liszt dejó suficiente música de este período para que los oyentes puedan suponer lo que pudo haber contenido ese manuscrito. Nuages gris es señalado por varios críticos como una pieza que podría escucharse como una puerta de entrada a la música moderna. Una de sus características más intrigantes es su final, que se pierde la clave y progresa de una manera que presagia el impresionismo musical posterior.
Liszt fue también uno de los primeros compositores en experimentar con la bitonalidad. Un ejemplo puede apreciarse en la marcha fúnebre que escribió para László Teleky en su Historische ungarische Bildnisse (Retratos históricos húngaros). Esta marcha se basa en un ostinato de cuatro notas basado en la escala de música gitana. La cuestión de si este ostinato está en sol menor o si menor, y la ambigüedad tonal resultante, queda sin resolver.

### Estructura de acordes
Liszt se convirtió en un pionero en la construcción de nuevos acordes. Hasta finales del siglo XIX, la tríada siguió siendo el principal elemento de la estructura musical. Pocos compositores parecían cuestionar si eran posibles otros acordes construidos por otros medios. Un avance que hizo Liszt fue el uso de acordes menores y mayores tocados juntos, un recurso que utilizó en obras como Czárdás obstinée. Otro avance fue la construcción de acordes en intervalos distintos de terceras. Esto significó prescindir por completo de la tríada como elemento dominante.
Un excelente ejemplo de la experimentación de Liszt es la acumulación de terceras en la obra vocal Ossa arida, que escribió en 1879 inspirado por la visión de Ezequiel ("Oh huesos secos, oíd la palabra del Señor"). Liszt representa musicalmente la elevación de la carne del polvo reuniendo todas las notas de la escala diatónica en una columna ascendente y haciéndolas sonar simultáneamente después. No había precedentes de este enfoque y la pieza conserva una sorprendente originalidad. Un enfoque similar es el amontonamiento de cuartas al comienzo del Tercer Vals Mephisto, escrito en 1883. También en el clímax de la pieza para piano Unstern! Liszt coloca dos acordes mutuamente excluyentes uno contra el otro. Alan Walker cita a Peter Raabe diciendo que el sonido de esos dos acordes juntos es como si un prisionero estuviera golpeando una pared, sabiendo muy bien que nadie lo puede escuchar.

### Armonía

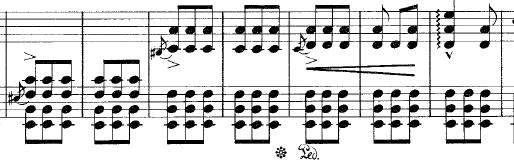
Extracto del inicio del Vals Mephisto n.º 1.

El hecho de que Liszt prescindiera por completo de la tríada como base para la armonía de su música se adelantó mucho a su tiempo. Arnold Schoenberg comenzó a experimentar con la construcción de acordes en cuartas más de 30 años después de que Liszt lo hiciera. Muchas personas con conocimientos musicales definieron los intentos de Schoenberg en ese momento como "nuevos". Sin embargo, Liszt había hecho lo mismo antes, no sólo en obras inéditas en ese momento, como el Tercer Vals Mephisto, sino también en obras publicadas como la Rapsodia Húngara No. 17. Incluso en una obra popular como el Vals Mephisto n.º 1, la originalidad de la acumulación de quintas en su inicio era notablemente avanzada para su época. ¡Las tríadas aumentadas de Unstern! (escrita en 1885) ya habían aparecido en la Sinfonía Fausto. Sin embargo, Liszt hace más uso en las últimas obras de la armonía implícita, los acordes se dejan sin resolver, como al final de Nuages Gris, y las melodías no están acompañadas. La experimentación de Liszt fue acompañada por un uso más audaz del cromatismo en dos formas: la procedente de la música gitana y la del estilo romántico, con su contrapunto sinuoso y sus ambigüedades enarmónicas.

### Escalas y modos
El interés de Liszt por las escalas y modos inusuales aumentó enormemente en sus últimos años. Esto puede haber sido un beneficio adicional de su creciente interés en el destino político y musical de Hungría, así como en la música nacionalista en general, que lo llevaron a explorar o investigar con mayor detalle las escalas de la música húngara y de la Europa del este. Esta exploración de los modos de expresión de la música folclórica húngara influiría profundamente en Bartók. La escala tonal completa fue otra de las fuentes de interés para Liszt.

## Una imagen más compleja
En cierto sentido, puede resultar tentador pensar en sus últimas obras como una extensión de las obras anteriores de Liszt, ya que muestran armónicamente una audacia similar, un cromatismo intenso y una gran ambigüedad tonal. Lo más nuevo es la tristeza que impregna muchas de las obras tardías. Por muy tentador que pueda ser pensar en Liszt como el padre de la música moderna basándose en su música tardía, considerar sus logros en estas obras como fines en sí mismos sería un error. Los logros técnicos de Liszt en su música tardía son una cara de un cuadro más complejo. Junto con el creciente interés por las escuelas de composición húngaras y otras escuelas nacionales ya mencionadas, partes esenciales de este cuadro son la vida personal de Liszt y la evolución de su amistad con Wagner.
En sus últimos años, los problemas de salud de Liszt, tanto físicos como mentales, afectaron su capacidad para completar composiciones. A principios de la década de 1880, Liszt se sentía a menudo devastado por una gran tristeza depresiva, que le venía sin previo aviso y amenazaba con arrasar todo lo que hacía. Le dijo a Lina Ramann: "Llevo conmigo una profunda tristeza en el corazón, que de vez en cuando debe estallar en música". Además, la muerte de su hijo Daniel en 1859 y de su hija Blandine en 1862 le trajo una fase de profunda angustia personal que impactó enormemente en su vida creativa. A medida que envejecía, también se vio profundamente afectado por la muerte de determinadas figuras políticas, artistas y conocidos personales. Estos acontecimientos, entre otros, desencadenaron efusiones elegíacas que iban desde lo inusual hasta lo extraño. Aunque Liszt ya era conocido por beber cantidades considerables de alcohol sin efectos detectables en su habla o en su forma de tocar el piano; sin embargo, a partir de 1882, sus amigos comenzaron a preocuparse por la calidad del alcohol que consumía, que ahora incluía la absenta. Es muy posible que el alcohol alimentara sus estados de ánimo depresivos y limitara su capacidad de concentración.
Un asunto que afectaba a muchos de los compositores de finales del siglo XIX era su conciencia de trabajar a la sombra de compositores que consideraban gigantes. En el caso de Liszt, las sombras eran las de Beethoven y Wagner. Confesó encontrar consuelo e inspiración en sus obras. Sin embargo, también es posible que su grandeza haya tenido un efecto en su propia capacidad para componer. Si bien a principios de la década de 1870 achacaba su incapacidad para completar composiciones a su apretada agenda social, a finales de la década de 1870 comenzó a expresar temores de una falta de creatividad por su parte. Sin embargo, lo cierto es que Liszt no se dejó disuadir del todo por sus inseguridades o su creciente conciencia de sus capacidades menguantes. Continuó trabajando hasta un año antes de su muerte, momento en el que las cataratas le hicieron prácticamente imposible la composición.
Liszt luchó a diario con los demonios de la depresión, la desesperación y la muerte, produciendo música que no logró encontrar audiencia en su época. Ahora sabemos, en retrospectiva, que a los contemporáneos de Liszt les dio miedo una mente al borde de la catástrofe. Formaron lo que Bence Szabolcsi llama "una conspiración del silencio" sobre sus últimas obras, una conspiración que no se levantó hasta los tiempos modernos.
Las obras de Liszt de este período se dividen en tres categorías:
- Música retrospectiva
- Musica de desesperación
- Musica de la muerte

La primera categoría contiene piezas en las que busca consuelo en sus recuerdos del pasado. Liszt se refiere a esta música como obras "olvidadas", refiriéndose sardónicamente a composiciones olvidadas incluso antes de tocarlas y les pone títulos como Valse oubliée, Polka oubliée y Romance oubliée.
La segunda categoría, la música de desesperación, puede parecer mucho más importante ya que los títulos de las piezas de esta categoría parecen apuntar a una mente perturbada. Estos títulos incluyen:
- ¡Schlaflos! Fragor y respuesta
- ¡Sin popa! Siniestro, desastre
- Nubes grises
- Osa arida
- Csárdás macabras
- Abschied

Estas piezas, así como otras de esta categoría, pueden entenderse mejor como fragmentos separados de un todo mayor, cada una de los cuales ofrece un vistazo a una patología de la desesperación. Aunque no comparten ninguna conexión abiertamente musical, tienen afinidades que las hacen parecer familiares unas de otras.
La tercera categoría, música de la muerte, contiene obras en las que Liszt elevó el dolor a la categoría de arte elevado. Memoriales, elegías, funerales y otros aspectos del proceso de duelo encuentran su lugar en esta música. Esto se aprecia en los títulos de las obras de este grupo:
- Marcha fúnebre del emperador Maximiliano
- Siete retratos históricos húngaros

1. Széchenyi István (Lamento)
2. Eötvös Jôzsef
3. Vörösmarty Mihály
4. Teleki László (Música funeraria)
5. Deák Ferenc
6. Petõfi Sándor (En memoria de)
7. Mosonyi Mihály (Música funeraria)

- Preludio fúnebre y marcha fúnebre
- Elegía en memoria de la señora Mouchanoff
- Und wir dachten der Toten (Y pensamos en los muertos)

Liszt se refirió a sus obras en esta categoría como sus "piezas mortuorias". Como dice Walker: "Estas piezas revelan un alma en confusión. Dado que eso también forma parte de la condición humana, en ellas puede haber algo para todos nosotros".

## Análisis de las obras
Liszt escribió desde 1869 hasta el final de su vida aproximadamente 100 obras para piano solo, así como muchas otras para varios conjuntos vocales y un par de obras orquestales. Algunas de estas obras para piano son en realidad colecciones de piezas, pero las últimas obras son casi en su totalidad piezas más pequeñas. Liszt había completado prácticamente todas sus obras de gran escala, incluido el oratorio Christus; la única otra obra importante que había planeado, el oratorio San Estanislao, permanecería inacabada en el momento de su muerte, más que probablemente debido a sus problemas de salud más que a una incapacidad mental
Las últimas obras de Franz Liszt también se pueden agrupar en seis categorías:

### Música basada en obras de otros.
Esta es en realidad, con diferencia, la categoría más grande de obras que produjo durante este período. Contiene 35 obras, dos de las cuales son colecciones (dos conjuntos de arreglos de canciones de Robert y Clara Schumann). Además, muchas de estas obras continúan empleando el estilo virtuoso de su anterior época. Un ejemplo de ello son las Réminiscences de Boccanegra, basadas en la ópera de Verdi y escritas en 1882.
Las lealtades musicales de Liszt quedan claras en las piezas que eligió componer. Continuó transcribiendo música de su yerno Richard Wagner y parecía igualmente aficionado a la música italiana. Consideró a Camille Saint-Saëns un aliado musical, especialmente su Danza macabra de 1876; esta obra a su vez puede haber influido en algunas de las obras posteriores de Liszt, como las Csárdás macabras. También defendió la música rusa de diferentes estilos y escuelas. Estos compositores incluyeron a Dargomyzhsky, Chaikovski, Anton Rubinstein y Cui. Liszt admiraba a los rusos especialmente por desafiar la hegemonía germánica en cuestiones de gusto y estilo. Una de las paráfrasis tardías más llamativas de Liszt es su adaptación de la Sarabanda y la Chacona de la ópera Almira de Handel. Esta transcripción fue compuesta en 1879 para su alumno inglés Walter Bache y es la única transcripción de una obra barroca del último período de Liszt.

### Composiciones abstractas
Este grupo de obras es considerablemente más pequeño que los otros grupos, contando sólo con cinco obras sin ninguna información programática explícita. Casi todas datan de 1873 o antes; las únicas excepciones son las dos últimas de las Cinco pequeñas piezas, no publicadas hasta 1963. Muchas de estas piezas son también estudios de armonía avanzada. La Toccata, por ejemplo, contrasta la armonía mayor versus la menor y la armonía diatónica versus la cromática.
Una obra de esta categoría que no debe considerarse una obra tardía es Fantasía y fuga sobre el motivo BACH. Si bien fue compuesta en 1870 y publicada en 1871, está escrita en su estilo anterior y es un tipo de obra que ya no compuso después. Se basa en el Preludio y fuga sobre el motivo BACH de Liszt, escrito para órgano en 1855-6 y revisado en 1869-70. Revisó y adaptó la obra para piano y la publicó con un título ligeramente diferente.

### Obras nacionalistas y de celebración
Estas se convirtieron en una parte extremadamente importante de la producción compositiva de Liszt. Constan de 29 obras de carácter festivo o patriótico, 15 de las cuales están asociadas específicamente con Hungría, incluido el conjunto de siete Retratos históricos húngaros completados en 1885. A menudo se pedía a Liszt que escribiera música para celebraciones oficiales, produciendo tres marchas y el Szózat und Ungarischer Hymnus, una trasposición del himno nacional húngaro que se destaca por el uso de escalas inusuales junto con la yuxtaposición de algunas armonías cromáticamente relacionadas.
Liszt dejó de escribir en estilo húngaro después de 1873, pero volvió a hacerlo en 1881; este fue el año en que visitó su lugar de nacimiento, Raiding. Liszt descubrió muy tarde en su vida que escribir música húngara le permitía experimentar más libremente. Por primera vez centró su atención en las czárdás, una danza folclórica húngara. Es posible que también haya sido influenciado en esto por Saint-Saëns, cuya Danse Macabre comparte un uso similar de las quintas paralelas a sus Czárdás macabras, compuesta en 1881-2. Sin embargo, Liszt emplea su material musical en esta obra con un gran vigor extrovertido anticipándose a Béla Bartók. Lo mismo podría decirse del segundo, tercer y cuarto Vals Mephisto, el segundo de los cuales fue dedicado a Saint-Saëns.
Los tres conjuntos de czárdás que escribió Liszt —tituladas Czárdás, Czárdás obstinée y Czárdás macabre —son tratados con menos libertad que las Rapsodias húngaras y siguen siendo más específicamente húngaros que gitanas en el material temático. Sus líneas sobrias, sus ritmos angulares y sus armonías avanzadas muestran que estas obras son antepasados directos de la obra de Bartók. Debido a estos atributos, los estudiosos de Liszt consideran que las czárdás se encuentran entre las obras más interesantes de la producción tardía del compositor. Algunos críticos sostienen que no se puede decir lo mismo de manera tan uniforme sobre sus Rapsodias húngaras 16-19, compuestas después de haber descuidado el género durante 30 años. De estas cuatro rapsodias tardías, sólo la última contiene la variedad, vivacidad y amplitud de las mejores de las anteriores; las demás no logran convertirse en obras satisfactorias debido a su tratamiento fragmentario. La rapsodia final se basa en temas de las Csárdás nobles de Ábrányi; las otras tres están basadas en material musical original.
Un posible error al analizar estas obras es etiquetarlas como atonales basándose en escuchar sonoridades extrañas en la música. Las Czárdás macabras, por ejemplo, se basan sólidamente en procedimientos compositivos del estilo anterior de Liszt. La música se centra en formas variantes del mediante con el contraste concomitante de áreas de tono sostenido y bemol, en este caso fa mayor, fa sostenido menor y sol bemol mayor.

### Música sacra
La música sacra para teclado es un pequeño grupo de piezas, las más sustanciales de las cuales fueron escritas principalmente entre 1877 y 1879. Varias de estas obras están arregladas a partir de música vocal, incluido un arreglo para piano solo del Via crucis, una de las composiciones más atrevidas y originales de Liszt. También escribió en esta época 29 obras corales más breves y una adaptación del Salmo 129.
El Vía Crucis es quizás lo más cerca que estuvo Liszt de crear un nuevo tipo de música religiosa mediante la combinación de un nuevo lenguaje armónico. Si bien la atmósfera general es sobria y devota, la armonía que sustenta la música es experimental, incluido un uso extensivo de la escala de tonos completos. Si bien el compositor utiliza melodías corales e himnos familiares, el lenguaje tonal inestable se percibe con claridad. Tres de las 15 piezas (una introducción junto con representaciones de las 14 Estaciones de la Cruz) emplean armonías y líneas cromáticas deslizantes. Algunas estaciones utilizan acordes cromáticos sucesivos y pueden terminar abruptamente en un solo tono.

### Música de premonición, muerte y luto.
Las obras de Liszt en esta categoría conforman una pequeña pero importante colección de 13 obras individuales, incluidas las dos versiones de La lúgubre góndola. Aquí podrían encajar algunas piezas del libro III de los Años de peregrinaje, así como el Vía Crucis y los Retratos históricos húngaros. Liszt quedó profundamente afectado por la muerte de sus amigos y seres queridos a lo largo de su vida. Estas pérdidas, a su vez, tuvieron un profundo impacto en los tipos de obras que escribiría Liszt. Al igual que la música sacra, las obras de premonición, muerte y luto de Liszt surgieron de un profundo impulso interior y, por lo general, no buscaba su publicación. Muchas de estas obras se encuentran entre sus composiciones más inusuales, lo que obstaculizaba al público su accesibilidad.

### Música programática
Las obras de esta categoría llevan títulos especiales y no genéricos. Incluyen los Cuatro Valses Mephisto, los cuatro Valses oubliées y las versiones orquestales y de piano solo del poema sinfónico De la cuna a la tumba. Estas obras fueron escritas principalmente después de 1876, muchas de ellas después del año crucial de 1881, cuando Liszt cayó por las escaleras del Hofgärtnerei en Weimar y su salud se desplomó precipitadamente. Contrariamente a la reputación general de las últimas obras de Liszt como sombrías y austeras, las obras de esta categoría generalmente presentan al menos alguno de los atributos comúnmente asociados con su estilo anterior: energía, efectos brillantes de danza, tierna nostalgia o pasión ardiente.